# Phyllanthus xylorrhizus
Phyllanthus xylorrhizus là một loài thực vật có hoa trong họ Diệp hạ châu. Loài này được Thulin mô tả khoa học đầu tiên năm 2005.